# Black Coffee (Album)
Black Coffee ist ein Jazz-Album von Peggy Lee, das im April 1953 aufgenommen und im selben Jahr von Decca Records veröffentlicht wurde. 

## Entstehung des Albums
Im Jahr 1952 wollte Peggy Lee den Song Lover bei ihrem bisherigen Label Capitol Records aufnehmen, doch  dessen Manager erlaubten dies nicht, weil das Stück bereits ein Hit von Les Paul war. So wechselte Lee zu Decca, wo sie die nächsten fünf Jahre unter Vertrag blieb und eine Reihe von exzellenten Alben aufnahm, darunter Black Coffee.
Das Album wurde 1953 zunächst auf einer 10-Zoll-LP mit acht Titeln aufgenommen, jedoch bereits 1956 in dem sich damals durchsetzenden 12-Zoll-Format mit zusätzlichen vier, 1956 aufgenommenen Titeln, wiederveröffentlicht. Diese 12 Titel sind auch auf der heute erhältlichen CD vorhanden. Für die Produktion der CD wurden die Originalbänder verwendet. 
Das Album wurde in zwei Sessions in New York und Los Angeles aufgenommen und gilt als eines der ersten Konzeptalben im Jazz. 
Zum Erfolg des Albums trug der erotische Gesang von Lee sowie der typische Barjazz-Stil bei. Laut eigener Aussage war Black Coffee das Lieblingsalbum von Lee.

## Wirkungsgeschichte
Die Hörer der BBC wählten in den 1990er Jahren das Album bei einer Umfrage zu „The Top 100 Jazz Albums“ auf den 96. Platz.

## Albumstücke
1. Black Coffee (Sonny Burke, Paul Francis Webster)  – 3:05
2. I've Got You Under My Skin (Cole Porter)  – 2:28
3. Easy Living (Ralph Rainger, Leo Robin)  – 2:44
4. My Heart Belongs to Daddy (Porter)  – 2:09
5. It Ain't Necessarily So (George Gershwin, Ira Gershwin, DuBose Heyward)  – 3:22
6. Gee Baby, Ain't I Good to You? (Don Redman, Andy Razaf)  – 3:22
7. A Woman Alone With the Blues (Willard Robinson)  – 3:12
8. I Didn't Know What Time It Was (Richard Rodgers, Lorenz Hart)  – 2:18
9. When the World Was Young (M. Philippe Gerard, Angela Vannier, Johnny Mercer)  – 3:16
10. Love Me or Leave Me (Gus Kahn, Walter Donaldson)  – 2:08
11. You're My Thrill (Sidney Clare, Jay Gorney)  – 3:22
12. There's a Small Hotel (Rodgers, Hart)  – 2:44

## Sessions
Decca Studios, 50 West, 57th Street, New York City
30. April 1953 – Stücke 2, 8, 10
1. Mai 1953 – Stücke 3, 4, 7
4. Mai 1953 – Stücke 1, 9
- Peggy Lee – Gesang
- Pete Candoli – Trompete
- Max Wayne – Bass
- Ed Shaughnessy – Schlagzeuger
- Jimmy Rowles – Arrangeur, Dirigent, Klavier
- Cy Godfrey – Produzent

Decca Studios, Hollywood, Los Angeles
3. April 1956 – Stücke 5, 6, 11, 12
- Peggy Lee – Gesang
- Lou Levy – Klavier
- Stella Castellucci – Harfe
- Bill Pitman – Gitarre
- Larry  Bunker – Vibraphon
- Sy Oliver – Dirigent
- Cy Godfrey – Produzent